# موشچنا
موشچنا (اوکراینی: Мощена, لهستانی: Moszczana) یک روستا در کول رایون, استان ولین, اوکراین است. جمعیت آن ۵۸۱ نفر است.